# Congerville
Congerville es una villa ubicada en el condado de Woodford en el estado estadounidense de Illinois. En el Censo de 2010 tenía una población de 474 habitantes y una densidad poblacional de 163,4 personas por km².

## Geografía
Congerville se encuentra ubicada en las coordenadas 40°37′00″N 89°12′15″O / 40.61667, -89.20417. Según la Oficina del Censo de los Estados Unidos, Congerville tiene una superficie total de 2.9 km², de la cual 2.89 km² corresponden a tierra firme y (0.36%) 0.01 km² es agua.

## Demografía
Según el censo de 2010, había 474 personas residiendo en Congerville. La densidad de población era de 163,4 hab./km². De los 474 habitantes, Congerville estaba compuesto por el 97.26% blancos, el 0.42% eran afroamericanos, el 0.42% eran amerindios, el 1.05% eran asiáticos, el 0% eran isleños del Pacífico, el 0.21% eran de otras razas y el 0.63% pertenecían a dos o más razas. Del total de la población el 1.9% eran hispanos o latinos de cualquier raza.